# Nameprep
Nameprep ist ein Verfahren zur Normalisierung von Domainnamen im Domain Name System. Dabei werden Großbuchstaben zu Kleinbuchstaben umgewandelt, äquivalente Zeichen in eine einheitliche Form gebracht und Steuerzeichen entfernt.
Nameprep war Teil des 2003 spezifizierten Internetstandards Internationalizing Domain Names in Applications (IDNA), bei dem es zusammen mit dem Punycode-Kodierungsverfahrens die Umwandlung von internationalisierten Domainnamen in ASCII-kompatible Zeichenketten ermöglicht. Mit der neuen Version IDNA2008, das von 2008 bis 2010 erarbeitet wurde, ist Nameprep nicht länger Teil von IDNA.